# Tetrastichus sodalis
Tetrastichus sodalis är en stekelart som beskrevs av Graham 1991. Tetrastichus sodalis ingår i släktet Tetrastichus och familjen finglanssteklar.
Artens utbredningsområde är:
- Slovakien.
- Frankrike.
- Sverige.

Arten är reproducerande i Sverige. Inga underarter finns listade i Catalogue of Life.